# Bulbophyllum pileatum
Bulbophyllum pileatum är en orkidéart som beskrevs av John Lindley. Bulbophyllum pileatum ingår i släktet Bulbophyllum och familjen orkidéer. Inga underarter finns listade i Catalogue of Life.